# Milan Ivanović (Handballspieler)
Milan Ivanović (* 14. Mai 1981 in Prokuplje) ist ein serbischer Handballtrainer und ehemaliger Handballspieler.

## Karriere
Der gebürtige Serbe begann seine aktive Profi-Karriere 1996 bei dem RK Crvenka. Danach spielte der 2,05 Meter große Linkshänder zwischen 2003 und 2005 in Serbien. Zuerst für ein Jahr bei dem RK Fidelinka und dann bei RK Vojvodina, mit welchen er 2006 sowohl den Cup als auch den Meistertitel gewann. Im selben Jahr setzte er seine Profikarriere dann erstmals im Ausland bei dem RK Gold Club Kozina in Slowenien fort. Anschließend schloss sich Ivanović dem mazedonischen Verein RK Metalurg Skopje an, mit welchen er in der Saison 2008/2009 den Cuptitel holte. Mit seinem Wechsel nach Bregenz kam der Rückraumspieler 2009 das erste Mal nach Österreich und wurde in diesem Jahr auch Österreichischer Meister. Nach einem kurzen Abstecher nach Spanien zu Toledo BM kehrte er 2011 nach Österreich zur SG Handball West Wien zurück. 2014 beendet er sein Engagement bei den Wienern und wechselt in die Handball Bundesliga Austria zum UHC Hollabrunn.
Nach seinem Karriereende übernahm er 2017 den Zweitligisten Union St. Pölten.

## Erfolge
- 1× Serbischer Meister (mit Vojvodina)
- 1× Serbischer Pokalsieger (mit Vojvodina)
- 1× Mazedonischer Pokalsieger (mit Metalurg)
- 1× Österreichischer Meister (mit Bregenz)

## HLA-Bilanz
| Saison    | Verein                | Spielklasse | Tore | 7-Meter | Feldtore |
| --------- | --------------------- | ----------- | ---- | ------- | -------- |
| 2011/12   | SG Handball West Wien | HLA         | 152  | 38      | 114      |
| 2012/13   | SG Handball West Wien | HLA         | 130  | 20      | 110      |
| 2013/14   | SG Handball West Wien | HLA         | 74   | 23      | 51       |
| 2011–2014 | gesamt                | HLA         | 356  | 81      | 275      |